# Municipio de East Howellsville
El municipio de East Howellsville (en inglés: East Howellsville Township) es un municipio ubicado en el  condado de Robeson en el estado estadounidense de Carolina del Norte. En el año 2000 tenía una población de 2.355 habitantes.

## Geografía
El municipio de East Howellsville se encuentra ubicado en las coordenadas 34°41′0.82″N 78°51′39.42″O / 34.6835611, -78.8609500.